# Project Helix
Projekt Helix er et projekt i tv-serien Alias, der tillader personer at ændre deres genstruktur, således at de imiterer en anden persons DNA.
| Fjernsyn | Spire Denne artikel om et tv-program er en spire som bør udbygges. Du er velkommen til at hjælpe Wikipedia ved at udvide den. |